# Tarifvertrag für Auszubildende der Länder in Ausbildungsberufen nach dem Berufsbildungsgesetz
| Basisdaten                                               | Basisdaten                                                                                    |
| -------------------------------------------------------- | --------------------------------------------------------------------------------------------- |
| Titel:                                                   | Tarifvertrag für Auszubildende der Länder in Ausbildungsberufen nach dem Berufsbildungsgesetz |
| Abkürzung:                                               | TVA-L BBiG                                                                                    |
| Unterzeichnung:                                          | 12. Oktober 2006                                                                              |
| Inkrafttreten:                                           | 1. November 2006                                                                              |
| Letzte Änderung durch: 1)                                | Tarifeinigung 9. März 2013                                                                    |
| Inkrafttreten der letzten Änderung: 1)                   | 1. Januar 2013                                                                                |
| 1) Bitte beachten Sie den Hinweis zur geltenden Fassung! |                                                                                               |

Der Tarifvertrag für Auszubildende der Länder in Ausbildungsberufen nach dem Berufsbildungsgesetz – (TVA-L BBiG)
ist ein inhaltlich weitgehend mit dem Tarifvertrag für Auszubildende des öffentlichen Dienstes (TVAöD) identischer Tarifvertrag für Auszubildende in den Landesverwaltungen in Deutschland mit Ausnahme von Berlin und Hessen, die jeweils eigene Tarifverträge abgeschlossen haben.
Für Auszubildende in Pflegeberufen gibt es eine abweichende Fassung des Tarifvertrages, den
Tarifvertrag für Auszubildende der Länder in Pflegeberufen (TVA-L Pflege).